# Gerardo Camps
Gerardo Camps Devesa (Benidorm, 30 de junio de 1963) es un político español.

## Trayectoria
- Licenciado en Derecho por la Universidad de Valencia.
- Diputado al Congreso por la circunscripción electoral de Valencia en las V, VI y VII legislaturas
- Miembro de la Comisión de Política Social y Empleo, donde fue Portavoz Adjunto desde 1995.
- Miembro de la Comisión de Política Social y Empleo, donde fue Portavoz desde 1998 hasta el final de la Legislatura.
- Secretario de Estado de la Seguridad Social durante la VII Legislatura de España.
- Conseller de Economía, Hacienda y Empleo desde el 21 de junio de 2003.
- Vicepresidente segundo del Consell desde el 29 de junio de 2007.
- Diputado de la VII y VIII Legislatura de las Cortes Valencianas por la circunscripción electoral de Alicante.[1][2]